# Čulpan Nailevna Chamatova
Čulpan Nailevna Chamatova (in russo Чулпан Наилевна Хаматова?; Kazan', 1º ottobre 1975) è un'attrice russa nel settore cinematografico, teatrale e televisivo.

## Biografia
Nata da ingegneri di origini tatare, per qualche tempo studia matematica e scienze economiche all'università statale di Kazan', poi entra all'accademia di teatro locale, esperienza che sarà il suo punto di partenza per gli studi drammatici, proseguiti in seguito all'alta scuola di teatro statale di Mosca (GITIS), dove nel 1998 conclude gli studi sotto la direzione di Aleksej Borodin.
Inizia la sua carriera di attrice interpretando svariati ruoli in alcuni teatri di Mosca. La sua prima recitazione in un film è del 1997, nel film russo Vremja Tancora. Entra in contatto con l'ambiente cinematografico tedesco attraverso un ruolo nel film Luna Papa, nel quale recita con Moritz Bleibtreu. Dopo aver recitato nel film tedesco Tuvalu, lavora spesso per il cinema e la televisione tedesca. Per la sua interpretazione in entrambi i film è stata premiata da diversi festival internazionali. Il film più noto in cui ha recitato è, ad oggi, Good Bye, Lenin!, dove interpreta l'infermiera Lara, ragazza del protagonista Alexander (interpretato dall'attore ispano-tedesco Daniel Brühl). Nel 2006 è stata membro della giuria della 63ª Mostra internazionale d'arte cinematografica di Venezia.
La sua professione principale rimane quella di attrice teatrale, in particolare presso il teatro Sovremennik di Mosca.

### Politica
Nel 2012, Chamatova ha sostenuto il presidente russo Vladimir Putin durante la campagna elettorale presidenziale. Alcuni giornalisti russi, come Svetlana Reiter e Il'ja Žegulev, hanno citato fonti non divulgate dicendo che Chamatova e la sua fondazione di beneficenza sono state messe sotto pressione costringendola fare una dichiarazione pubblica. Nel 2019, Chamatova ha ammesso che non avrebbe mai sostenuto Putin se avesse potuto immaginare che avrebbe iniziato la guerra nel Donbass. In un'altra occasione, ha ammesso di essere in realtà apolitica, ma l'ente di beneficenza in Russia dipende fortemente dal sostegno dello stato.
Nel febbraio 2022, Chamatova è stata una dei firmatari della petizione avviata da Michail Zygar per protestare contro l'invasione russa dell'Ucraina del 2022. In vacanza, quando iniziò la guerra, decise di rimanere in esilio in Lettonia, rendendosi conto che non poteva tornare in Russia senza essere costretta a negare la guerra o scusarsi per non averla sostenuta.  Ha dichiarato che dopo aver firmato la petizione, "mi è stato chiarito che sarebbe stato indesiderabile per me tornare indietro", aggiungendo: "So di non essere un traditore. Amo molto la mia patria".

### Filantropia
Chamatova è conosciuta per le sue attività sociali, attira l'attenzione pubblica sui problemi dei bambini con il cancro. Nel 2005, lei e Dina Korzun hanno organizzato il concerto "Give me life" sul palco del Teatro Sovremennik per aiutare i bambini con malattie ematologiche. Nel 2006, Chamatova è diventata co-fondatrice della fondazione di beneficenza Podari Zhizn che aiuta i bambini affetti da malattie oncologiche ed ematologiche. Entro l'estate del 2009, il fondo aveva raccolto e inviato per il trattamento di queste malattie più di 500 milioni di rubli. Il 7 febbraio 2014, è stata una delle otto persone che hanno portato la bandiera olimpica alla cerimonia di apertura delle Olimpiadi invernali del 2014 a Soči.

## Vita privata
Čulpan Chamatova è stata sposata dal 1995 al 2002 con l'attore russo e compositore Ivan Volkov (in russo Иван Николаевич?). Nel 2003 ha frequentato il ballerino Aleksei Dubinin (russo: Алексей Дубинин). Nell'ottobre 2009 ha sposato l'attore e regista russo Aleksandr Shein (in russo Александр Александрович?); il matrimonio è terminato nel 2017.  L'attrice ha tre figlie di cui una adottata.
Il suo nome in tataro significa stella del mattino. Parla correntemente russo, tataro, tedesco, portoghese e inglese.

## Filmografia

### Cinema
- Vremja tancora (Vremja tancora), regia di Vadim Jusupovič Abdrašitov (1997)
- Country of the Deaf (Strana gluchich), regia di Valerij Todorovskij (1998)
- Luna Papa, regia di Bahtiër Hudojnazarov (1999)
- Tuvalu, regia di Veit Helmer (1999)
- England!, regia di Achim von Borries (2000)
- Ja vam bol'še ne verju, regia di Marina Sacharova e Ivan Ščëgolev (2000)
- Vasilisa, regia di Elena Shatalova (2000)
- Roždestvenskaja misterija, regia di Jurij Feting e Andrej Kravčuk (2000)
- Solo per il successo (Viktor Vogel - Commercial Man), regia di Lars Kraume (2001)
- L'vinaja dolja, regia di Aleksandr Muratov (2001)
- Good Bye, Lenin!, regia di Wolfgang Becker (2003)
- Dressirovščica kuricy, regia di Murad Chalilov - cortometraggio (2003)
- Hurensohn, regia di Michael Sturminger (2004)
- 72 metra, regia di Vladimir Chotinenko (2004)
- Grečeskie kanikuly, regia di Vera Storoževa (2005)
- Garpastum, regia di Aleksej Alekseevič German (2005)
- Mnogotočie, regia di Andrej Ešpaj (2006)
- Mečenosec, regia di Filipp Jankovskij (2006)
- Midsummer Madness, regia di Alexander Hahn (2007)
- The Rainbowmaker, regia di Nana Jorjadze (2008)
- Domovoj, regia di Karen Oganesyan (2008)
- Bumažnyj soldat, regia di Aleksej Alekseevič German (2008)
- Schläft ein Lied in allen Dingen, regia di Andreas Struck (2009)
- Sobytie, regia di Andrej Ešpaj (2009)
- Dom Solntsa, regia di Garik Sukačëv (2010)
- Elizium, regia di Andrey Ešpaj (2010)
- América, regia di João Nuno Pinto (2010)
- Garegin Nzhdeh, regia di Hrach Keshishyan (2013)
- Corpo estraneo (Obce cialo), regia di Krzysztof Zanussi (2014)
- Pod ėlektričeskimi oblakami, regia di Aleksej Alekseevič German (2015)
- Sindrom Petruški, regia di Elena Chazanova (2015)
- Rayskie kushchi, regia di Aleksandr Proškin (2015)
- Nureyev - The White Crow (The White Crow), regia di Ralph Fiennes (2018)
- The Bra, regia di Veit Helmer (2018)
- Doktor Liza, regia di Oksana Karas (2020)
- Petrov's Flu (Petrovy v grippe), regia di Kirill Serebrennikov (2021)
- Quiet Life, regia di Alexandros Avranas (2024)

### Televisione
- Starye pesni o glavnom 3, regia di Vasili Pichul – film TV (1998)
- Deti Arbata – serie TV (2004)
- Gibel imperii – miniserie TV, episodi 1x1-1x2-1x3 (2004)
- Tatort – serie TV, episodi 1x615 (2005)
- Kazus Kukotskogo – miniserie TV 12 episodi (2005)
- Eine Liebe in Königsberg, regia di Peter Kahane – film TV (2006)
- Živago (Doktor Živago) – miniserie TV, episodi 1x1-1x2 (2006)

## Doppiatrici italiane
- Ilaria Latini in Good Bye, Lenin!
- Antonella Baldini in Nureyev - The White Crow

## Teatro
- Fanta-Infanta di Sergej Prochanov (1995)
- Posa ėmigranta di Hanna Slutski (1996)
- Il diario di Anna Frank dall'opera teatrale di Frances Goodrich e Albert Hackett (1996)
- Čestvovanie di Bernard Slade (1997)
- Tre compagni dal romanzo di Erich Maria Remarque (1999)
- Sylvia di Albert Ramsdell Gurney (2001)
- Tre sorelle di Anton Čechov (2001)
- MamaPapaSynSobaka di Biljana Srbljanović (2003)
- La dodicesima notte di William Shakespeare (2003)
- Il temporale di Aleksandr Ostrovskij (2004)
- La pioniera nuda di Michail Kononov (2005)
- Antonio e Cleopatra di William Shakespeare (2006)